# U.S.A.A.F.
U.S.A.A.F. is een computerspel dat werd ontwikkeld door Gary Grigsby voor de Commodore 64. Het spel werd uitgebracht in 1985. Het is een oorlogsspel in het Engels.